# Haundae
Haeundae (해운대) és una pel·lícula de desastres de Corea del Sud de 2009 dirigida per Yoon Je-kyoon i protagonitzada per Sol Kyung-gu, Ha Ji-won, Park Joong-hoon i Uhm Jung-hwa. Presentada com la primera pel·lícula de desastres de Corea del Sud, la pel·lícula es va estrenar a les sales el 22 de juliol de 2009 i va vendre més d'11 milions d'entrades a tot el país.

## Argument
Man-sik, un home del districte de Haeundae de Busan, perd inesperadament el pare de Yeon-hee mentre es troba en un vaixell de pesca d'altura a l'oceà Índic durant el tsunami de l'oceà Índic del 2004, a causa d'un error de judici. Per això, evita involucrar-se amb Yeon-hee i el seu oncle Eok-jo, que era armador per permetre que Man-sik i el pare de Yeon-hee poguessin navegar durant el tsunami dels anys anteriors.
Yeon-hee, que ara dirigeix un restaurant de marisc sense llicència, vol començar una relació amb Man-sik.
Eok-jo, ara el president en cap de Busan, està pressionant per la reurbanització de Haeundae per designar-la com a zona turística especial, provocant una reacció per part dels locals.
Dong-choon, que és el mig germà de Man-sik, s'uneix amb el seu fill, Seung-hyun i s'involucra en activitats il·legals per guanyar diners, però són atrapats per la policia. Man-sik finalment té previst fer-li una proposta a Yeon-hee.
El geòleg Kim Hwi es troba amb la seva exdona Yoo-jin. Té una filla anomenada Ji-min i un nou xicot Hae-chan, però ella i el seu ex no li diuen a la seva filla que Hwi és el seu pare biològic, ja que estan preocupats per com podria reaccionar.
Un estudiant universitari benestant de Seül, Hee-mi, cau accidentalment al mar des d'un iot. Hyeong-sik, el germà petit d'en Man-sik, és un socorrista que rescata en Hee-mi. En Hee-mi s'enfada pel rescat "violent" i el molesta seguint-lo, abans que els dos s'acostin.
Durant els focs artificials, Man-sik es proposa a Yeon-hee. Yeon-hee diu que una cinta penjada fora del seu restaurant l'endemà vol dir que sí. L'endemà, Man-sik no veu cap cinta i es troba amb Dong-choon, que estava a prop. Dong-choon li diu a Man-sik que li va dir a Yeon-hee per què el seu pare va morir fa uns quants anys. Man-sik es posa furiós, pensant que el que en Dong-choon va dir a Yeon-hee va fer que ella deixés de penjar la cinta i l'ataqués. Durant la baralla, veuen un estol d'ocells volant.
Hwi s'adona que el Mar del Japó (conegut com el mar de l'Est a Corea) està mostrant una activitat similar a la que es va observar a l'oceà Índic cinc anys abans. Malgrat les seves advertències, l'Agència de Prevenció de Desastres li assegura que Corea del Sud no corre cap risc, però un gran megatsunami es forma a causa d'un esllavissada prop del Japó i comença a viatjar cap a Busan, on milions de excursionistes estan de vacances. Calculant la velocitat del megatsunami, Hwi conclou que els residents de Busan només tenen 10 minuts per escapar. Un petit terratrèmol (una rèplica menor) colpeja Busan abans que el mar comenci a retrocedir de la costa, provocant una histèria massiva quan la gent nota un tsunami que s'aproxima. Milers de persones corren per salvar les seves vides abans que l'onada arribi a Haeundae i continuï cap a Busan. Dong-choon, Seung-hyun, la seva àvia i altres persones al pont Gwangan són arrossegats pel mar.
La mare d'Eok-jo i Dong-choon són als carrers i intenten escapar quan veuen que l'onada s'acosta a prop.
Un pal de telèfon s'ensorra, electrocutant tothom a l'aigua. Yeon-hee escapa, però Man-sik gairebé perd la vida, fins que apareix Eok-jo i se sacrifica per salvar Man-sik, abans de ser allunyat pels corrents. Dong-choon es desperta al pont, però quan intenta i no aconsegueix encendre un cigarret i, posteriorment, descarta l'encenedor per frustració, cau a la gasolina que s'escapa d'un camió cisterna, provocant una explosió que talla el pont per la meitat, fent volar els contenidors. als edificis de la costa.
Hyeong-sik salta des d'un helicòpter de rescat i salva en Hee-mi al mar. Quan Hyeong-sik i Joon-ha estan junts a la corda, Hyeong-sik s'adona que la corda està a punt de trencar-se i només un pot pujar a l'helicòpter. Talla la corda connectada i cau al mar violent. L'ascensor Yoo-jin està atrapat en inundacions amb aigua, i parla plorant amb la seva filla Ji-min pel seu telèfon. Un treballador salva a Yoo-jin. Al terrat, es troba amb Ji-min i Hwi. Els dos ajuden a la seva filla a pujar a un helicòpter de rescat ple de gent. Abans que l'helicòpter marxi, Hwi revela a la seva filla que és el seu pare biològic. Yoo-jin i Hwi s'abracen abans que un altre megatsunami els mati.
Després del tsunami, un servei commemoratiu homenatja els milers de morts, inclosos Hyeong-sik, Hwi, Yoo-jin i Eok-jo. Dong-choon descobreix que la seva mare va morir i esclata a plorar. Molts ajuden a reconstruir Busan. Man-sik, mentre neteja les ruïnes del restaurant de Yeon-hee, troba el llaç vermell, el que significa que va acceptar la seva proposta. La pel·lícula acaba amb una escena de Haeundae en ruïnes però en un ambient esperançador.

## Repartiment
- Sol Kyung-gu com a Man-sik
- Ha Ji-won com a Yeon-hee
- Park Joong-hoon com a Kim-hwi
- Uhm Jung-hwa com a Yoo-jin
- Lee Min-ki com a Hyung-sik
- Kang Ye-won com a Hi-mi
- Kim In-kwon com a Dong-choon
- Song Jae-ho com a Eok-jo
- Kim Ji-yeong com a Geum-ryeon
- Yeo Ho-min com a Joon-ha
- Seong Byeong-suk com a mare de Dong-choon
- Chun Bo-geun com a Seung-hyun
- Kim Yoo-jung com a Ji-min
- Kim Yoo-bin com a Jin-soo
- Kim Jeong-woon com Hyeong-cheol
- Son Chae-bin com a Eun-so
- Lee Si-on com a Gong-joo
- Seong Yoo-kyeong com a You-kyung
- Kim In-gyoo com el pare de You-kyung
- Hwang In-joon com el pare de You-kyung
- Tae In-ho

## Llançament
Els drets de distribució de Haeundae es van vendre a Hong Kong, Taiwan, Índia, Indonèsia, Japó, Malàisia, Filipines, Singapur, Tailàndia, Vietnam, la República Txeca, Eslovàquia, Rússia, Alemanya, Hongria, França, Quebec, Brasil, Regne Unit, Austràlia i Turquia. La pel·lícula es va estrenar a Corea del Sud el 22 de juliol de 2009. Pel 20 de setembre de 2009, Haeundae havia venut un total de 11.301.649 entrades als cinemes de Corea del Sud.
Als països de parla anglesa, la pel·lícula es va estrenar com a Tidal Wave (un terme incorrecte ja que aquests tipus d'ones són en realitat causades per influències gravitatòries, no pel desplaçament de l'aigua). Al Regne Unit, el DVD es va publicar el 12 d'octubre de 2009 per Entertainment One.

## Premis i nominacions
| Cerimònia de premi                                       | Categoria                                    | Receptors                      | Resultat  |
| -------------------------------------------------------- | -------------------------------------------- | ------------------------------ | --------- |
| 30ns Blue Dragon Film Awards                             | Millor pel·lícula                            | Haundae                        | Nominat   |
| 30ns Blue Dragon Film Awards                             | Millor director                              | Yoon Je-kyoon                  | Nominat   |
| 30ns Blue Dragon Film Awards                             | Millor actor secundari                       | Kim In-kwon                    | Nominat   |
| 30ns Blue Dragon Film Awards                             | Millor actor secundari                       | Lee Min-ki                     | Nominat   |
| 30ns Blue Dragon Film Awards                             | Millor actriu novell                         | Kang Ye-won                    | Nominat   |
| 30ns Blue Dragon Film Awards                             | Millor fotografia                            | Kim Yeong-ho                   | Nominat   |
| 30ns Blue Dragon Film Awards                             | Premi tècnic                                 | Hans Uhlig, Jang Seong-ho (CG) | Guanyador |
| 30ns Blue Dragon Film Awards                             | Premi del Públic a la pel·lícula més popular | Haundae                        | Guanyador |
| 18ns Buil Film Awards                                    | Millor director                              | Yoon Je-kyoon                  | Guanyador |
| 18ns Buil Film Awards                                    | Millor actor secundari                       | Kim In-kwon                    | Guanyador |
| 12ns Director's Cut Awards                               | Millor productor                             | Yoon Je-kyoon                  | Guanyador |
| 46ns Grand Bell Awards                                   | Millor pel·lícula                            | Haundae                        | Nominat   |
| 46ns Grand Bell Awards                                   | Millor director                              | Yoon Je-kyoon                  | Nominat   |
| 46ns Grand Bell Awards                                   | Millora actor                                | Sol Kyung-gu                   | Nominat   |
| 46ns Grand Bell Awards                                   | Millor actor secundari                       | Kim In-kwon                    | Nominat   |
| 46ns Grand Bell Awards                                   | Millora actriu secundària                    | Uhm Jung-hwa                   | Nominat   |
| 46ns Grand Bell Awards                                   | Millor fotografia                            | Kim Yeong-ho                   | Nominat   |
| 46ns Grand Bell Awards                                   | Millor efectes visuals                       | Hans Uhlig, Jang Seong-ho      | Nominat   |
| 46ns Grand Bell Awards                                   | Millors efectes sonors                       | Eun Hee-soo                    | Nominat   |
| 46ns Grand Bell Awards                                   | Millor planificació                          | Yoon Je-kyoon                  | Guanyador |
| 29ns Premis de l'Associació Coreana de Crítics de Cinema | Millor fotografia                            | Kim Young-ho                   | Guanyador |
| 2009 Mnet 20's Choice Awards                             | Estrella femenina de cinema                  | Ha Ji-won                      | Guanyador |
| 46ns Baeksang Arts Awards                                | Gran Premi                                   | Yoon Je-kyoon                  | Guanyador |
| 46ns Baeksang Arts Awards                                | Millor pel·lícula                            | Haundae                        | Nominat   |
| 46ns Baeksang Arts Awards                                | Millora ctor novell                          | Lee Min-ki                     | Guanyador |
| 46ns Baeksang Arts Awards                                | Millor director                              | Yoon Je-kyoon                  | Nominat   |